# Tirin Kot
Tirin Kot (w paszto ترين کوټ; także transkrypcja Tarin Kowt, Tarinkot) – miasto w środkowym Afganistanie. Jest stolicą prowincji Oruzgan. W 2021 roku miasto zamieszkiwało ponad 118 tys. mieszkańców. Ma ok. 200 stałych bazarów na miejskim targowisku, szpital oraz komisariat policji. Miasto i okolicę zamieszkują pasztuńskie plemiona: Ghilzajowie i Tarinowie. W okolicy miasta, dość odciętego od świata (przebiega przez nie tylko droga z Kandaharu na południe), znajduje się wojskowe lotnisko ISAF, obecnie obsługujące też loty do Kabulu jako Port lotniczy Tirin Kot.
W mieście w 2001 roku toczyły się walki przeciw talibom, w które zaangażował się przyszły prezydent Hamid Karzaj, wspierany przez amerykańskie siły zbrojne. W 2004 powstała tu NATO-wska baza wojskowa, obsługiwana głównie przez Amerykanów i do 2010 Holendrów. 27 lipca 2011 aresztowano pakistańskiego obywatela, podejrzewanego o przygotowywanie zamachu na miasto Następnego dnia doszło do zamachu na budynki lokalnej administracji w Tirin Kot, w których zginęło co najmniej 19 osób, a 36 zostało rannych.